# Odeleite
Odeleite is een plaats (freguesia) in de Portugese gemeente Castro Marim en telt 934 inwoners (2001).